# Guglielmo Gasparrini

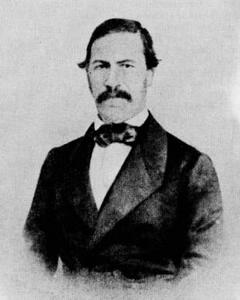
Guglielmo Gasparrini

Guglielmo Gasparrini (ur. 3 stycznia 1803 w Castelgrande, zm. 28 czerwca 1866 w Neapolu) – botanik włoski.
Studia medyczne i botaniczne odbył w Neapolu. W 1844 roku został mianowany profesorem botaniki w Neapolu. Od 1857 do 1861 pracował na uniwersytecie w Pawii, ucząc anatomii i morfologii roślin. 
Główne dzieła:
- Osservazioni sopra talune modificazioni organiche in alcune cellule vegetali, Neapol, Stamperia del Fibreno, 1863
- Ricerche sulla Embriogenia della Canapa, Neapol, 1863
- Ricerche sulla natura dei succiatori e la escrezione delle radici ed osservazioni morfologiche sopra taluni organi della Lemna minor, Neapol, Tip.Dura, 1856;
- Ricerche sulla natura del caprifico, del fico e sulla caprificazione, Neapol, tip. Di Aquila/Puzziello, 1845
- Ricerche sulla natura degli Stomi, Neapol, 1842
- Ricerche sulla natura della pietra jungja e sul fungo che vi soprannasce, Neapol, Gerolomini, 1841
- Descrizione di un nuovo genere di piante della famiglia delle Leguminose, Neapol, 1836